# Martensinus
Genre
Martensinus est un genre d'araignées aranéomorphes de la famille des Linyphiidae.

## Distribution
Les espèces de ce genre sont endémiques du Népal.

## Liste des espèces
Selon World Spider Catalog (version 16.5, 25/10/2015) :
- Martensinus annulatus Wunderlich, 1973
- Martensinus micronetiformis Wunderlich, 1973

## Étymologie
Ce genre est nommé en l'honneur de Jochen Martens.

## Publication originale
- Wunderlich, 1973 : Linyphiidae aus Nepal. Die neuen Gattungen Heterolinyphia, Martensinus, Oia und Paragongylidiellum (Arachnida: Araneae). Senckenbergiana Biologica, vol. 54, p. 429-443.